# Liste von Sakralbauten in Sundern

Sundern im Hochsauerlandkreis

Die Liste von Sakralbauten in Sundern umfasst existierende und ehemalige Sakralbauten, zumeist Kirchengebäude und Kapellen in Trägerschaft christlicher und anderer Religionsgemeinschaften in Sundern (Sauerland), Hochsauerlandkreis.

## Liste
| Name                    | Bild       | Stadt/Gemeinde und Ortsteil | Gründung, Bauzeit | Konfession bzw. Religion | Bemerkungen |
| ----------------------- | ---------- | --------------------------- | ----------------- | ------------------------ | --- |
| Christkönig             |            | Sundern                     |                   | römisch-katholisch       | |
| Mariä Opferung          |            | Sundern-Hachen              |                   | römisch-katholisch       | |
| St. Sebastian           |            | Sundern-Hövel               | erbaut 1910       | römisch-katholisch       | |
| St. Antonius Einsiedler |            | Sundern-Langscheid          |                   | römisch-katholisch       | |
| St. Hubertus            |            | Sundern-Stemel              |                   | römisch-katholisch       | |
| St. Agatha              | St. Agatha | Sundern-Westenfeld          |                   | römisch-katholisch       | |
| St. Antonius Einsiedler |            | Sundern-Allendorf           |                   | römisch-katholisch       | |
| St. Antonius von Padua  |            | Sundern-Endorf              |                   | römisch-katholisch       | |
| St. Hubertus            |            | Sundern-Amecke              |                   | römisch-katholisch       | |
| St. Jakobus             |            | Sundern-Recklinghausen      |                   | römisch-katholisch       | |
| St. Johannes            |            | Sundern                     |                   | römisch-katholisch       | |
| St. Laurentius          |            | Sundern-Enkhausen           |                   | römisch-katholisch       | |
| St. Nikolaus            |            | Sundern-Hagen               |                   | römisch-katholisch       | |
| St. Nikolaus            |            | Sundern-Meinkenbracht       |                   | römisch-katholisch       | |
| St. Martinus            |            | Sundern-Hellefeld           |                   | römisch-katholisch       | |
| St. Pankratius          |            | Sundern-Stockum             |                   | römisch-katholisch       | |
| St. Sebastian           |            | Sundern-Endorf              | 1898              | römisch-katholisch       | Die Kirche wurde im April 2007 vom Landschaftsverband Westfalen-Lippe (LWL) als Denkmal des Monats ausgezeichnet. Sie enthält u. a. eine Glocke aus dem Jahr 1434, die aus der abgerissenen Vorgängerkirche St. Jodokus stammt. |